# 7454 Кевінрайтер
7454 Кевінрайтер (7454 Kevinrighter) — астероїд головного поясу, відкритий 2 березня 1981 року.
Тіссеранів параметр щодо Юпітера — 3,189.